# Caius Laelius Sapiens
Pour les articles homonymes, voir Caius Laelius.
Caius Laelius Sapiens est un homme d'État romain.

## Biographie
Fils de Caius Laelius (consul en 190 av. J.-C.), Caius Laelius Sapiens est célèbre pour son amitié avec Scipion Émilien. Dans sa jeunesse, il écouta les enseignements des stoïciens Diogène et Panétios de Rhodes, protégé de Scipion ; il fut surnommé Sapiens (sage) selon Cicéron pour son attitude stoïcienne, préférant la simplicité frugale aux excès de raffinement de la gastronomie de certains de ses contemporains. En 140 av. J.-C., il est consul. Il tente de freiner les accaparements des terres publiques commis par les riches Romains au détriment des citoyens pauvres, mais se heurte à l'opposition des puissants et renonce pour éviter les troubles civils, d'où pour Plutarque son surnom Sapiens, qui signifie aussi prudent. Cicéron lui rend un hommage posthume en le figurant comme interlocuteur dans plusieurs traités philosophiques, le De Republica, le Cato Maior de Senectute et le Laelius de amicitia.